# Nycole Turmel
Pour les articles homonymes, voir Turmel.
Nycole Turmel (1er septembre 1942) est une syndicaliste et personnalité politique canadienne. Elle a été présidente de l'Alliance de la Fonction publique du Canada de 2000 à 2006, et députée de Hull—Aylmer de 2011 à 2015 sous la bannière du Nouveau Parti démocratique du Canada, dont elle a été le chef intérimaire ainsi que chef de l'opposition officielle du Canada de 2011 à 2012.

## Biographie
Nycole Turmel commence sa carrière dans les années 1980 comme fonctionnaire au ministère de l'assurance-chômage du Canada. Après plusieurs années d'implication syndicale, elle est élue, en 2000, présidente de l'Alliance de la Fonction publique du Canada (AFPC), devenant ainsi la première femme à occuper ce poste,. Elle est réélue pour un deuxième mandat de 3 ans en 2003. En 2007, elle est membre du bureau de l'ombudsman de la ville de Gatineau.
À l'automne 2009, jeune retraitée, elle se présente pour se faire élire conseillère municipale du district Plateau-Manoir-des-Trembles de la ville de Gatineau,. Elle est battue par Maxime Tremblay par 96 votes. 
Lors de la même période, l'Université du Québec à Montréal crée une chaire de recherche à son nom et financée par l'AFPC.
Au début de 2011, le Nouveau Parti démocratique annonce que Turmel sera candidate dans la circonscription électorale fédérale de Hull—Aylmer. Le 2 mai 2011, elle est élue dans cette circonscription, un château-fort libéral depuis 100 ans. Le 26 mai 2011, elle est nommée porte-parole de l'opposition officielle du Canada pour les travaux publics et les services gouvernementaux, ainsi que présidente du caucus fédéral des députés néo-démocrates.
Le 25 juillet 2011, le chef du NPD, Jack Layton, annonce qu'il souffre d'un nouveau cancer et propose Nycole Turmel comme chef intérimaire du Nouveau Parti démocratique pendant la durée de ses traitements. Le 27 juillet, elle est choisie chef intérimaire du parti, un rôle qu'elle garde à la suite du décès de Layton jusqu'à l'élection de Thomas Mulcair le 24 mars 2012. Au décès de Layton, elle devient également chef de l'Opposition officielle du Canada, et ce jusqu'à l'élection de Mulcair.
À la suite de l'élection de Mulcair, Nycole Turmel a conservé le poste de whip en chef du NPD et celui de membre du Bureau de régie interne de la Chambre des communes.
Aux élections générales de 2015, elle a été défaite par le libéral Greg Fergus.